# Bactromyia delicatula
Bactromyia delicatula là một loài ruồi trong họ Tachinidae.